# Ghiacciaio Slessor
Il ghiacciaio Slessor è un ghiacciaio lungo almeno 120 km e largo 80 km, che fluisce in direzione ovest nella piattaforma di ghiaccio Filchner-Ronne, a nord della Catena di Shackleton, nella Terra di Coats in Antartide. 
Fu fotografato per la prima volta dall'aereo e mappato da parte della Commonwealth Trans-Antarctic Expedition (CTAE) nel 1956. La denominazione è stata assegnata dalla CTAE in onore di John Slessor, maresciallo della RAF a capo del comitato direttivo della spedizione.